# 陳萬 (遼朝)
陳萬（879年—955年），瀛州景城县（今河北省沧州市西）人，辽朝官员，齐州防御使、太保陈轮的儿子。
陈万体貌雄伟，猿臂虬发。三十五岁，担任刘守光的涿州副使。辽太祖神册三年（918年），跟随阿古只归附契丹，担任豪州军使。天赞二年（923年），他四十五岁，跟随辽太祖东征渤海国，天赞四年（925年），跟随辽太宗攻克渤海鸭绿府。太宗改豪州军为豪州，以陈万为刺史，加司空，转任涿州刺史，加司徒。减轻当地徭役，任满入朝。應曆五年（955年）去世，时年七十七岁。妻子安氏，长子陳延煦，官至提举使、左仆射，次子陳延贞，官至燕京青白军使、检校司空。